# Makita Yushi
Yushi Makita (sinh ngày 10 tháng 1 năm 1964) là một cầu thủ bóng đá người Nhật Bản.

## Sự nghiệp câu lạc bộ
Yushi Makita đã từng chơi cho Sanfrecce Hiroshima.